# Literatura frisona
Literatura frisona fa referència a les obres escrites en frisó, particularment a la Província de Frísia als Països Baixos, del qual la major part dels texts han sobreviscut.

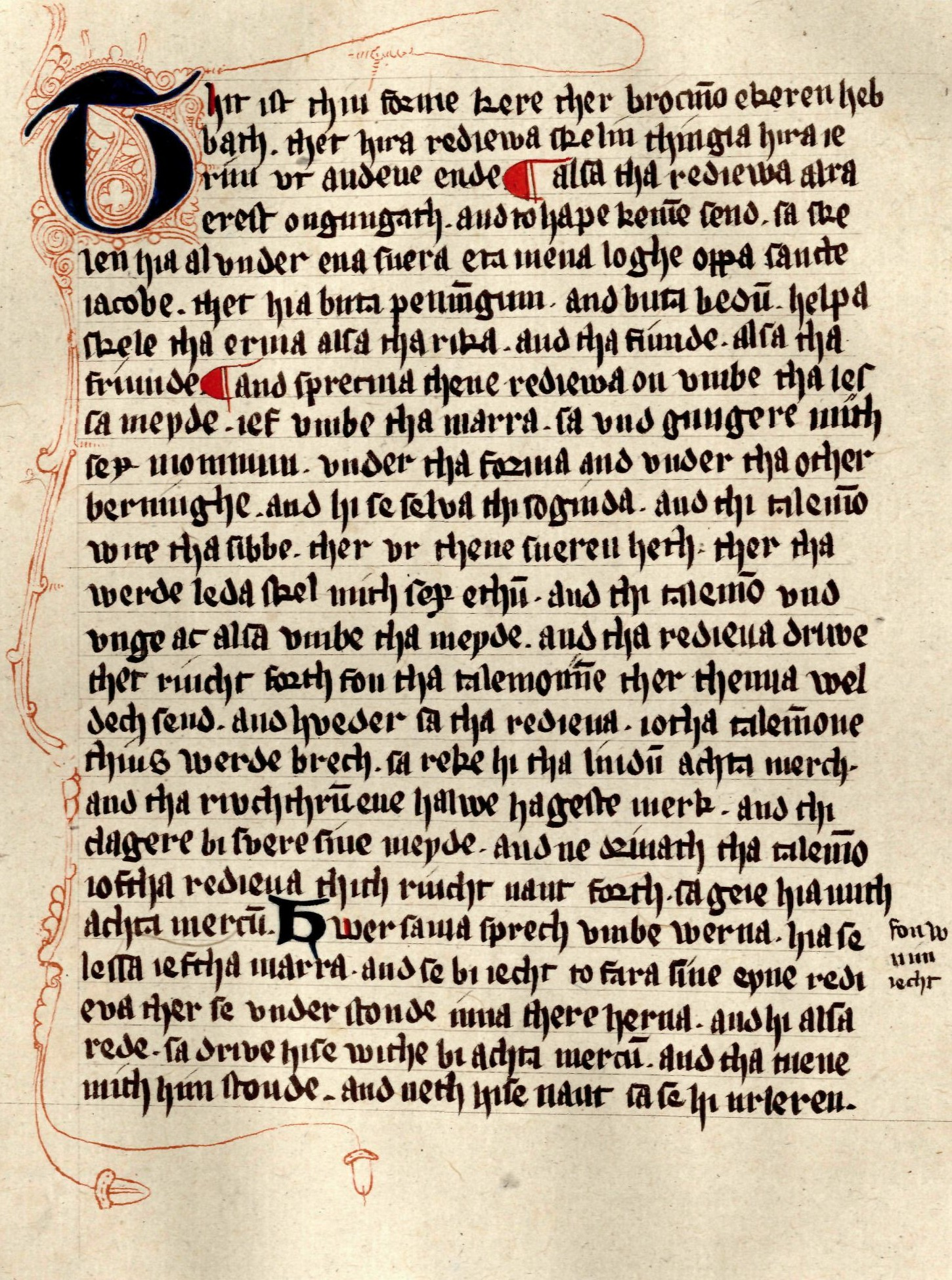
Text frisó de 1345

## Primers testimonis
Hi ha constància de cants èpics i de gesta en frisó procedents del segle viii, com el testimoni de Sant Ludiger, qui fa esmena d'un cantor cec frisó, Bernlêf (vers el 793), que celebrava les gestes d'avantpassats així com batalles dels reis frisona acompanyat per una arpa (Frísia Occidental), però s'han perdut les versions originals. El text més antic és una versió interlinial d'uns psalms del segle xi.
Les primeres mostres escrites de la literatura frisona aparegueren en el segle xii, Hungsingoër tekst del 1252, així com els reculls del Skeltana Rjucht (Dret dels magistrats), compilació de drets i privilegis dels frisons que anteriorment havien estat recolltis a la Lex Frisorum, fins aleshores font de tradició legal, i Thet Fryske Riim (Crònica reial frisona), compilada el 1400 pel magister Alvinus de Snits.

## Els seglesxviixviii
Després de la independència de les Províncies Unides, tot i que la llengua oficial era el neerlandès, es produí un renaixement de la literatura frisona, ja que el frisó havia estat la llengua dels texts administratius fins al 1573. Entre el 1400 i el 1500 ja havien destacat els historiadors en llatí Ubbo Emmius, Cornelius Kempius i Andries Cornelius. El 1540 Reyner Bojerman va escriure una obra sobre l'origen dels frisons, i de la mateixa època foren els poetes Johan fen Hichtum (1560-1628) i Jan Jans Starter (1594-1626), neerlandès qui el 1618 publicà l'interludi De vermaecklijke sotteclucht van een advocaat en een boer op’t plat fries (La farsa divertida d'un advocat i un pagès en baix frisó), així com el compilador de proverbis Jurgen fen Burmania (vers el 1614). El principal escriptor en frisó occidental fou Gysbert Japicx (1603-1666), admirador d'Horaci i d'Ovidi i ardent defensor de la memmentael (llengua materna) que aconseguirà elevar el frisó al rangle de llengua literària. D'aquesta època hi ha molts poemes nupcials, com els diàlegs entre mare i filla sobre les qualitats d'un bon marit, com Ansck in houck (1639), i un poema, Woutir in tjalle, on un pagès borratxo s'ho fa amb la núvia en una granja. També destacaren en aquells anys els poemes en frisó De Bronswaan (1686) de la poetessa neerlandesa Titia Brongersma.
En aquells anys també destacaren alguns estudis etimològics i històrics sobre els frisons i la seva parla, com els erudits Johannes de Laet (1581-1649) i Franciscus Junius, així com l'estudi etimològic Etymologicum Teutonicum (1599) de Cornelis van Kilian, on es compara el vell frisó (parlat entre el 1200 i el 1550) amb l'holandès i l'anglès.
El 1701 es compongué la comèdia anònima Waantze gribberts brilloft. Durant el segle xviii destacaria l'erudit d'Hamburg Cadovius Müller, autor d'un Memoriale linguae frisiae compost el 1691 però no publicat fins al 1725 a la terra d'Herling (Frísia Oriental), i on inclou cançons del pastor Buhske de Remmer. Per altra banda, en frisó occidental destacaren Jan Althuyssen (1715-1763) i Eelke Menderts (1732-1810). Per la seva banda, Tileman Wiarde (1746-1826) va compondre el primer diccionari del vell frisó el 1786. I els referents de la Il·lustració a Frísia els trobem, a part del mateix Menderts, amb el poeta Feike Hiddes van der Ploeg (1736-1790) i amb Everwenius Wassenbergh (1742-1836), poeta i educador, qui va fundar la primera escola per ensenyar a llegir i escriure en frisó i que serà el futur referent de l'incipient moviment frisó del segle xix.

## Elseglexix

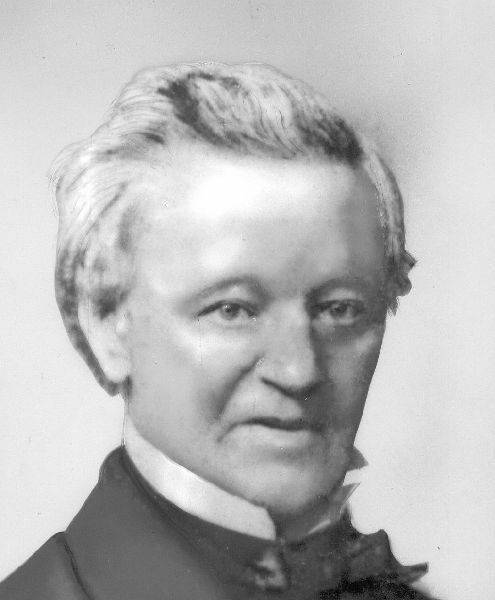
Eeltsje Hiddes Halbertsma.

El segle xix suposà la consagració definitiva de la literatura frisona. Pel que fa al frisó septentrional, J.P. Jansen de Sylt (1765-1855) va publicar la comèdia Di gidtshals (L'avar, 1809) a Flensburg, i el gramàtic Outzen un Glossarium der Friesischen (1837). També es va publicar un Friesisches Archiv del 1847 al 1854, així com un Diccionari del Frisó Oriental per Doorkaart-Koolman (1877-1885) i els reculls de poesies en frisó septentrional fetes per Lieb, Sulter lutspiele (1898), i per Moritz Momme Nissen, Di freske sjemstin (El mirall frisó, 1868). Una altra autora coneguda fou Katherine Ingwersen.
Quan al frisó occidental, els precursors de la renaixença frisona foren el poeta rodamón Jan Cornelis Piter Salverda (1783-1836), Rinse Posthumus (1790-1859), i Eeltsje Hiddes Halbertsma (1797-1858), metge i poeta, així com els seus germans Joast Hiddes Halbertsma (1789-1869), filòleg i prosista, i Tsjelling Hiddes Halbertsma (1792-1852), comerciant.

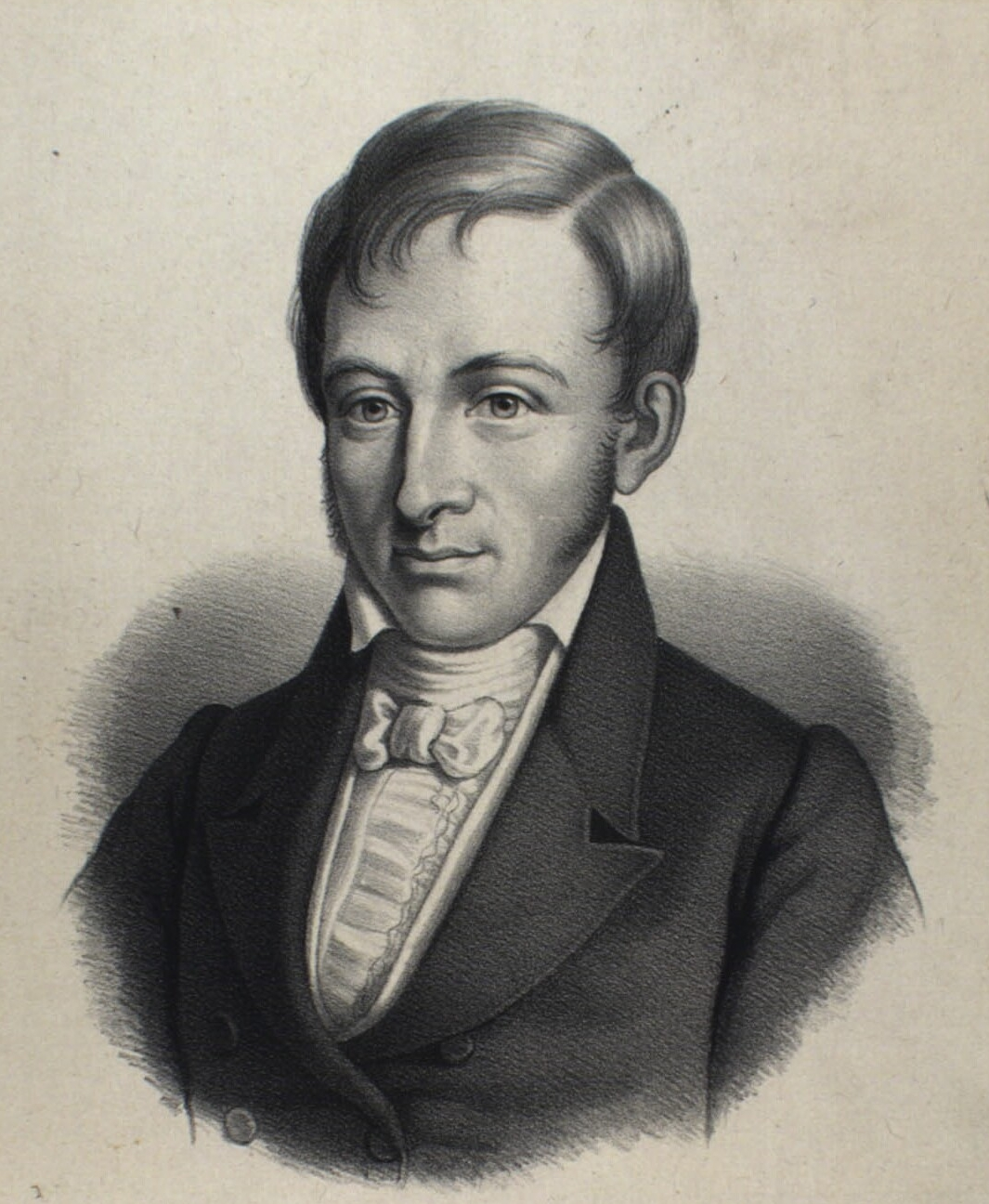
Rasmus Rask.

Més tard, l'aparició, per una part, de la Frysk Genoatskap van Geschied Oudheid en Taalkunde el 1827 i de la Selskip foar Fryske Tael-en-Skrftekenisse facilitaran la formació d'una important generació d'autors frisons, els anomenats folks-skriuwers (escriptors populars), entre els quals destacaren Tsjebbe Gearts Van der Meulen (1824-1906), influït per Dickens, J.G. Blom (1791-1871), Hettema, Auke Boonemmer (1823-1894), el gramàtic i un dels pares del frisó modern, Waling Dykstra (1821-1914) amb traduccions al frisó de les obres de Molière Tarturf, l'Avar i el Metge a garrotades; S.H. Hylkema, el naturalista Sake Knjillis Feitsma (1850-1918), mort suïcidat; els publicistes Oebele Stelligwerf (1848-1897) i Japik Hepkema (1845-1919); els contistes Johannes D. Baarda (1836-1903) i J.S. van der Steegh (1831-1882); el satíric Jentsje Sytema (1824-1885); els novel·listes històrics Douwe Hansma (1812-1891) i Japik Asman (1833-1902); el poeta Winsen Faber (1830-1918); L.C. Murray Baker (1822-1911), traductor de Faust al frisó; el pangermànic Johann Winkler (1840-1916); el didàctic Hjerre Gerrits van der Veen (1816-1887) i l'autor per a nens Gerben Postma (1847-1925).
El més conegut poeta i polític d'aleshores fou Piter Jelles Troelstra, però des del 1910 abandonà la poesia per la política. Continuador d'aquest i dels anteriors foren els poetes Sikke Sibes Koldyk (1861-1927) i Jan Ritskes Kloosterman (1847-1914), els narradors Tsjelling Eeltsjes Halbertsma (1848-1912) nebot de T.H. Halbertsma, Cornelis Wielsma (1845-1922), i el dramaturg Tsjeald Velstra (1840-1910).
També foren importants els estudis gramàtics, molt abundants. L'alemany Rasmus Rask va compondre una Frisisk sproglaere (1826); Sturenberg un Diccionari del Frisó oriental el 1857; Karl von Richthofen compongué un Friesische Rechtsquellen (Fonts del dret frisó, 1840) i Altfriesisches Wörterbuch (1840) sobre l'ancià frisó, alhora que Ecco Epkema (1754-1832) ho va fer del frisó mitjà el 1824; pel que fa als escrits bíblics, J. Piters Halbertsma va traduir l'Evangeli de Sant Mateu el 1854, mentre Gerben Colmjon va traduir el de Sant Lluc el 1879. Pel que fa a gramàtiques i diccionaris, cal destacar la Benopte friesche sprakkunst (1863) de Gerben Colmjon (1828-1884), el Lexicon frisorum A-F (1874) de Halbertsma i l’Altofriesische grammatik (1890) de Van Helten.

## Literatura del segle XX
El segle XX comença literàriament amb dues organitzacions d'antuvi rivals però que a poc a poc anaren aproximant postures. Per una banda, la Kristlik Selskip foar Fryske Tael en Skriftennisse (Societat Cristiana per la llengua i literatura frisones), fundada el 1908 i dirigida literàriament per Lutzen Wagenaar (1855-1910), deixeble de Rinze Zylstra (1856-1878), pel poeta i filòleg Onno Harments Sylstra (1858-1939), fill de Harmen Sylstra i pel líric Johannes Bernard Schepers (1865-1937) i A. M. Wybenga (1881-??); i per altra, la Jongfryske Mienskip (Comunitat de Joves Frisons), fundada el 1918 com a moviment estètic de caràcter nacionalista, amb autors com Douwe Kalma (1896-1953) qui traduí Homer, Shakespeare, Milton, Shelley i Molière; el poeta Jan Jelles Hof Jan Fen'e Gaestmar (1872-1958); la novel·lista Simke Kloosterman (1876-1931), l'assagista i articulista Eelstje Boates Folkertsma (1893-?), traductor de "Les confessions" de Sant Agustí; Meint Hylkes Bottema Marten Bottema (1890-1918) i Rintsje Piter Sybesma (1894-?).
Ambdúes agruparien autors frisons de renom com Rudolf Wilhelm Canne (1870-1931), Yme Shuitmaker (1877-19), influït per Ibsen i Hauptmann; Reinder Brolsma (1882-19); Obe Postma (1868-1963) poeta i traductor de Rilke i Dickinson al frisó, Hendrika van Dorssen Rixt (1887-19), el contista Marcus Miedema (1841-1911), els poetes Sjoerd Meinesz (1850-1938), Rinke Tolman (1891-??), Pyt van der Burg (1893-1922) i Sjouke de Zee (1867-??); el poeta catòlic Gerben Rypma (1878-??) i Teatse E. Holtrop (1865-1925), contista i traductor de Shakespeare.
Després de la Segona Guerra Mundial, destacarien els poetes Douwe H. Kiestra (1899-1970), Sibe Douwes de Jong L. Martena (1897-?), Gerben Brouwer (1900-??) i els més importants, Fedde Schurer (1898-1968) i Douwe Tamminga (1909-2002). A ells s'uniren alguns literats que des del 1930 es mostraren a favor de la prosa narrativa en comptes de la poesia, com B.R.S. Pollema (1883-?), membre de la Kristlik i Bouke Tuinstra (1900-??); Abe Brouwer (1901-1985) i altres autors dels quaranta com els dramaturgs Evert Zandstra, T. Bylsma, Ane Jousma, J.P. Wiersma, O. Veenstra, Watze Cuperus (1891-1966) i Barend van der Veen; els narradors Ulbe van Houten (1904), Nyckle J. Haisma (1907-1943), mort en un camp de concentració japonès a Java, Jan Pybenga (1910) i Ype Poortinga (1910); i els poetes Inne de Jong (1894-??), A. R. Scholten (1910-1944), Sytse J. Van der Molen (1912) i Johan D. De Jong (1912).
Després dels anys cinquanta, només cal destacar Jan Dijkstra Sjoerd Spanninga (1906-?), Govert A.G. Meerburg Marten Sikkema (1918), Anne S. Wadman (1919-1997), Freark W. Dam (1924), Lipkje Post-Beuckens Ypk fan der Foer (1908-1983), Sjoerd van der Schaaf (1906) i Geart Jonkmen (1910). Entre el 1954 i el 1968 es formaren dos grups literaris al voltant de la revista Quatrebras, els reeddomp-rige (Marten Sikkema, F. Dam i Jan Wybenga) i els trotwaer (Steven De Jong, 1935, i Rienck Van der Leest, 1933).
Finalment, només manca esmenar els crítics i filòlegs frisons Geert Aeilco Wumkes (1869-1984), responsable de la traducció de la Bíblia al frisó el 1946, Anne Sybe Wadman (1919-1997), Jan Wybenga (1910), l'etimòleg W.J. Buma, autor i la gran obra de Van der Veen, Wurdboek fan de Fryske taal (Diccionari de la llengua frisona, 1984).